# 利特爾波因特 (印地安納州)
利特爾波因特（英語：Little Point）是位於美國印地安納州摩根縣的一個非建制地區。該地的面積和人口皆未知。